# یورش بروسیلوف
یورش بروسیلوف (روسی: Брусиловский прорыв (به انگلیسی: Brusilov Offensive)) که از ژوئن تا سپتامبر ۱۹۱۶ ادامه داشت بزرگترین دستاورد نظامی ارتش امپراتوری روسیه در جنگ جهانی نخست و هم چنین یکی از مرگبارترین یورش‌های تاریخ جهان است.

## نقشه‌ها

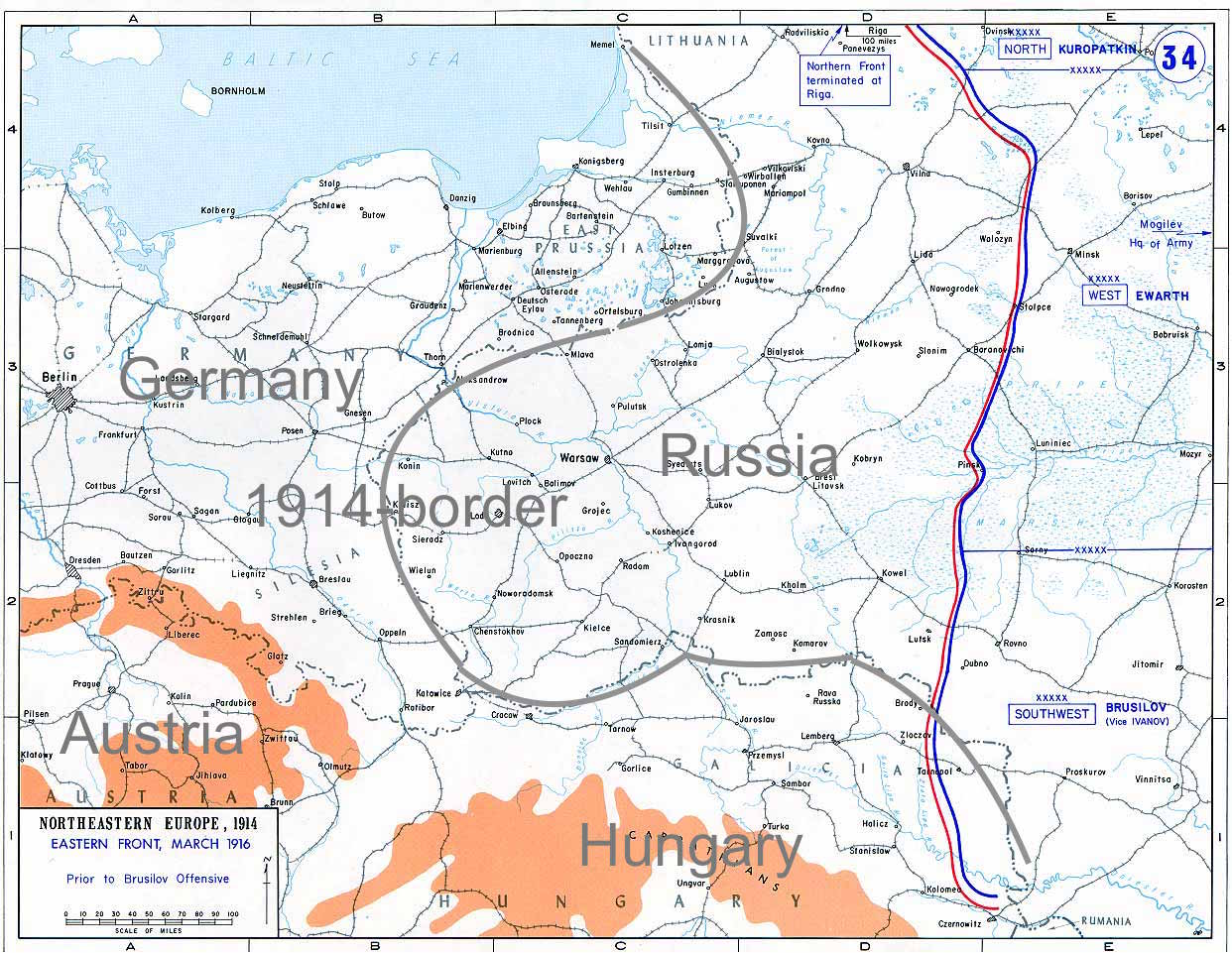
خطوط آبی و قرمز: جبهه شرق در ۱۹۱۶ . یورش بروسیلوف در گوشه پایین سمت راست اتفاق افتاد.

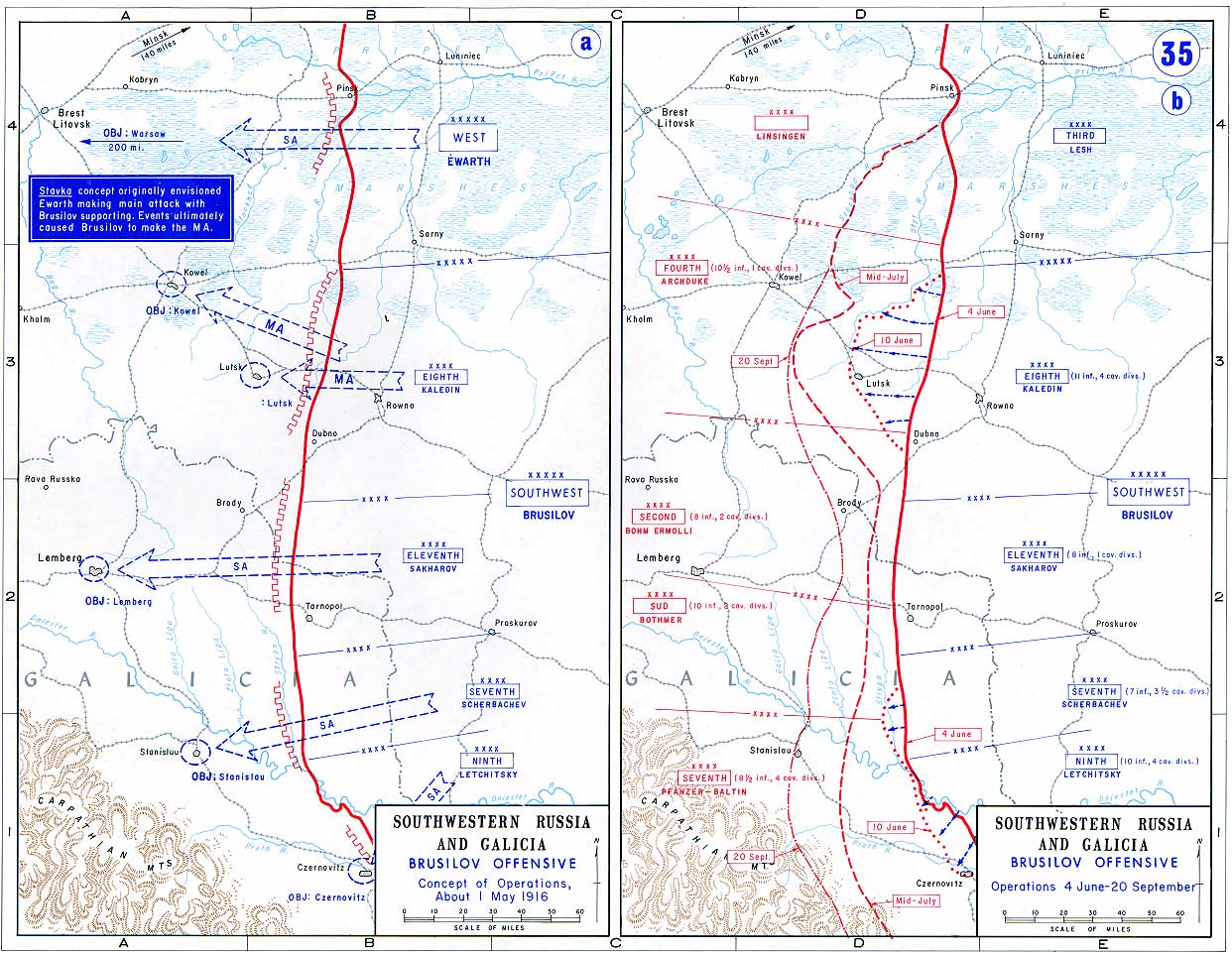
چپ: طرح می. راست: خطوط مقدم جبههٔ در پایان یورش در سپتامبر ۱۹۱۶.